# 앤디 칼

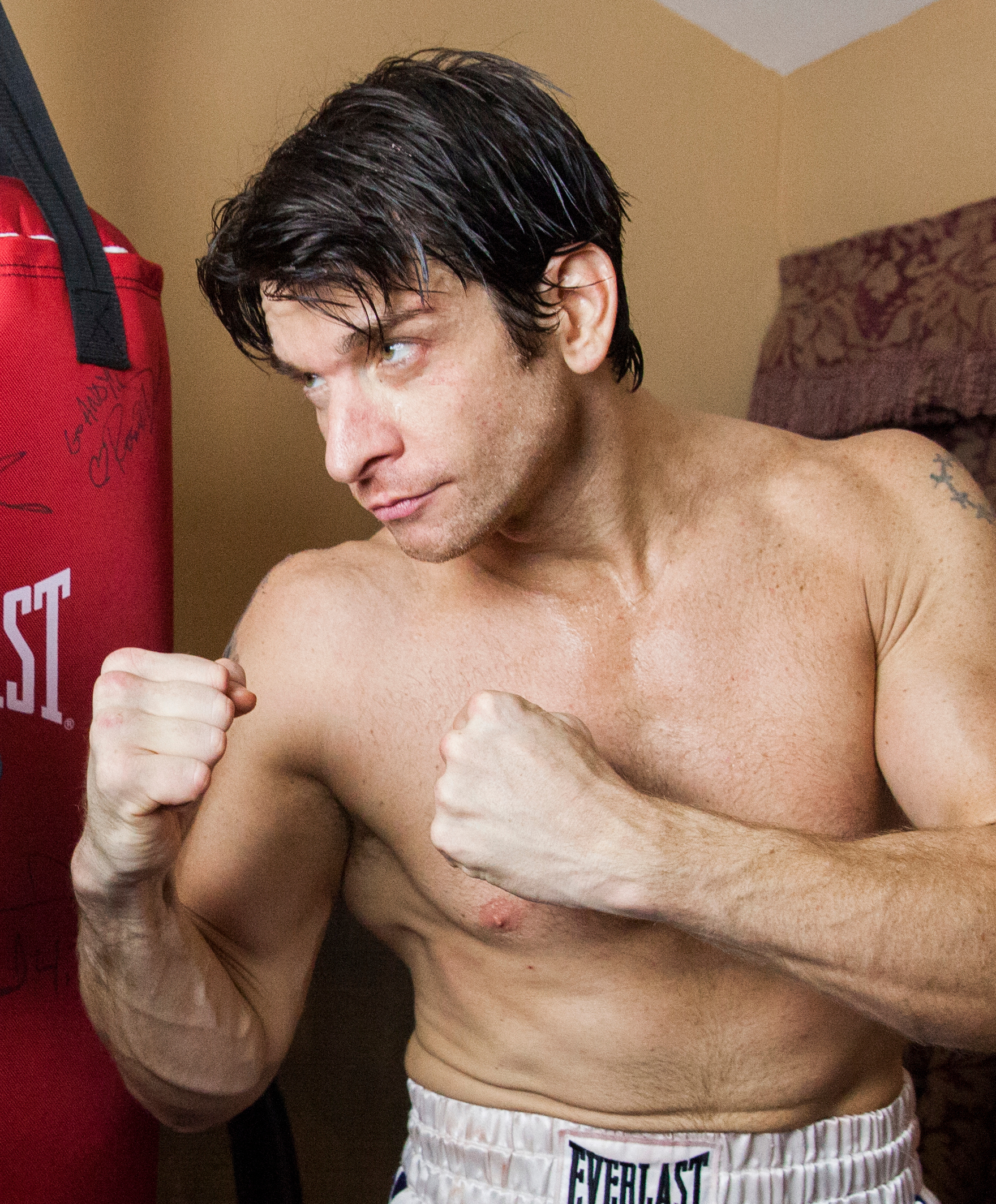

앤디 칼(Andy Karl, 1974년 8월 27일 ~ )은 미국의 배우, 연극 배우, 텔레비전 배우, 영화배우이다.
볼티모어에서 태어났다.

## 영화
- 리틀 맨 (2016년)
- 산타모니카 인 러브 (2014년) - 테드 웨스트버그 역